# Монтеросо Калабро
Монтеро̀со Ка̀лабро (на италиански: Monterosso Calabro) е село и община в Южна Италия, провинция Вибо Валентия, регион Калабрия. Разположено е на 310 m надморска височина. Населението на общината е 1775 души (към 2012 г.).